# МіГ-35
МіГ-35 (МіГ-29М2, кодове ім'я НАТО: Fulcrum-F) — російський багатоцільовий винищувач четвертого покоління. Розроблений ОКБ Мікояна як глибоко модернізована версія МіГ-29. Має дві модифікації — одномісну МіГ-35С та двомісну МіГ-35Д. Вперше винищувач був представлений на міжнародному авіасалоні «Аеро Індія-2007», а пізніше — на міжнародному авіаційно-космічному салоні МАКС-2007. МіГ-35 брав участь в тендері на постачання ВПС Індії 126 бойових літаків, однак не переміг. 26 січня 2017 року розпочалися випробування літака.

## Історія
Базою для літака МіГ-35 був двомісний багатоцільовий винищувач МіГ-29М2. Перші два дослідні зразки виготовлені на базі конструкції МіГ-29М2, випробування яких розпочато з 2007 року. З нового, начебто удосконалена конструкція планера, і при цьому він буде в значній частині уніфікований з палубними літаками МіГ-29КУБР/КР.
МіГ-35 буде випускатися в одномісній (МіГ-35С) та двомісній (МіГ-35Д) версіях.
24 листопада 2016 року перший головний зразок МіГ-35 з бортовим номером № 702 виконав перший політ з аеродрому Раменське — база Льотно-випробувального інституту імені Михайла Громова.

## Виробництво
Постачання нових багатоцільових винищувачів МіГ-35 в ВПС Росії спочатку планувалися у 2014 році, потім були перенесені на 2019 рік. Терміни постачання нових винищувачів у війська прописані в державній програмі озброєнь Росії на 2011—2020 роки.
У липні 2009 року повідомлялося, що Міністерство оборони Росії має намір сформувати у складі ВПС не менше двох ескадрилей МіГ-35 до 2015 року. Спочатку контракт на постачання МіГ-35 російським ВПС планувалося укласти у 2009 році, однак цього не сталося.
За період з 2008 по 2020 роки було виготовлено лише дві серійні моделі МіГ-35.
8 жовтня 2023 повідомлено що міноборони рф отримало перші шість серійних винищувачів МіГ-35С, які замовили ще у 2018 році.

## Технічні характеристики
Одномісний МіГ-35С та двомісний МіГ-35Д являють собою подальший розвиток бойових літаків МіГ-29К/КУБ та МіГ-29М/М2 в напрямку підвищення бойової ефективності та універсальності, а також експлуатаційних характеристик. Нова машина здатна розв'язувати розширене коло задач завдяки сучаснішому бортовому комплексу. До його складу належить БРЛС «Жук-МАЭ» розробки ВАТ "Корпорация «Фазотрон-НИИР». Він оснащений активною фазованою антенною решіткою (АФАР), в якій застосовуються твердотілі приймально-передавальні модулі.

## Критика
У квітні 2011 року МіГ-35 вибув із конкурсу на постачання 126 винищувачів для Міністерства оборони Індії через деякі компоненти обладнання, проблеми з тягою та авіонікою. Наприклад, радар у ході випробувань не зміг виявити ціль на дистанції, заявленій у тендері, а двигуни РД-33МК не показали необхідної для виконання завдання тяги.
На думку деяких експертів, «МіГ-35» є маркетинговим ходом і що літак, як і раніше, є не набагато кращим, ніж попередні модернізації.

## Порівняння з аналогами
| Aircraft                                               | Dassault Rafale                             | Eurofighter Typhoon                                                              | F-16IN «Super Viper» | F/A-18E/F Super Hornet           | JAS 39 NG                                    | МіГ-35                   |
| ------------------------------------------------------ | ------------------------------------------- | -------------------------------------------------------------------------------- | -------------------- | -------------------------------- | -------------------------------------------- | ------------------------ |
| Країна-розробник                                       | Франція                                     | Німеччина Італія Іспанія Велика Британія                                         | США                  | США                              | Швеція                                       | Росія                    |
| Виробник                                               | Dassault Aviation                           | Eurofighter GmbH                                                                 | Lockheed Martin      | Boeing Defense, Space & Security | Saab                                         | РСК «МіГ»                |
| довжина                                                | 15,27 м                                     | 15,96 м                                                                          | 15,03 м              | 18,31 м                          | 14,1 м                                       | 17,3 м                   |
| Розмах крил                                            | 10,80 м                                     | 10,95 м                                                                          | 10,0 м               | 13,62 м                          | 8,4 м                                        | 12 м                     |
| Висота                                                 | 5,34 м                                      | 5,28 м                                                                           | 5,09 м               | 4,88 м                           | 4,5 м                                        | 4,7 м                    |
| Площа крила                                            | 45,7 м²                                     | 50,0 м²                                                                          | 27,9 м²              | 46,5 м²                          | 30,0 м²                                      | 38,0 м²                  |
| Маса пустого                                           | 9 500 кг                                    | 11 000 кг                                                                        | 9 979 кг             | 14 552 кг                        | 7 100 кг                                     | 11 000 кг                |
| Максимальне бойове навантаження                        | 9 500 кг                                    | 7 500 кг                                                                         | 7 800 кг             | 8 050 кг                         | 5 300 кг                                     | 6 500 кг                 |
| Максимальна злітна вага                                | 24 500 кг                                   | 23 500 кг                                                                        | 21 800 кг            | 29 937 кг                        | 14 300 кг                                    | 29 700 кг                |
| Силова установка                                       | 2× SNECMA M88-2                             | 2× Eurojet EJ200                                                                 | 1× GE F110-132       | 2× GE F414-400                   | 1× GE F414G                                  | 2× Клімов РД-33MK        |
| Тяга • Максимальна тяга                                | 50 кН кожен (5100 кгс)                      | 60 кН кожен (6120 кгс)                                                           | 84 кН (8570 кгс)     | 62,3 кН кожен (6360 кгс)         | 62,3 кН (6360 кгс)                           | 53 кН кожен (5410 кгс)   |
| • Тяга на форсажі:                                     | 75 кН кожен (7650 кгс)                      | 90 кН кожен (9180 кгс)                                                           | 144 кН (14690 кгс)   | 98 кН кожен (10000 кгс)          | 98 кН (10000 кгс)                            | 88,3 кН кожен (9010 кгс) |
| Паливо • Внутрішнє • Зовнішнє                          | 4 700 кг 7 500 кг                           | 4 996 кг                                                                         | 3 265 кг 5,880 кг    | F/A-18E: 6 780 кг 7 381 кг       | 3 360 кг 3 800 кг                            | 4 800 кг 4 200 кг        |
| Точки підвіски                                         | 14 (5 «вологих»)                            | 13 (3 «вологі»)                                                                  | 11 (3 «вологі»)      | 11 (5 «вологих»)                 | 10 (4 «вологих»)                             | 9 (5 «вологих»)          |
| Максимальна швидкість                                  | 1.8+ Маха (Надзвукова крейсерська: 1+ Маха) | 2.0+ Маха (Надзвукова крейсерська: 1.2 Маха)                                     | 2.05 Маха            | 1.8 Маха                         | 2.0+ Маха (Надзвукова крейсерська: Mach 1.2) | 2.25 Маха                |
| Дальність польоту (з ПТБ, без дозаправлення у повітрі) | 3 700+ км                                   | 3 790 км                                                                         | 4 220 км             | 3 054 км                         | 3 200 км                                     | 3 100 км                 |
| Бойовий радіус                                         | 1 800 км                                    | 1 390 км                                                                         | 1 500+ км            | 722 км                           | 1 300 км                                     | 1 000 км                 |
| Практична стеля                                        | 17 000 м                                    | 19 812 м                                                                         | 18 000 м             | 15 000 м                         | 15 240 м                                     | 17 500 м                 |
| Швидкість підйому                                      | 305 м/с                                     | 315 м/с                                                                          | 254 м/с              | 228 м/с                          | Н/Д                                          | 330 м/с                  |
| Тягооснащеність                                        | 1,13                                        | 1,18                                                                             | 1,1                  | 0,93                             | 1,18                                         | 1,1                      |
| Керування вектором тяги                                | Немає                                       | Відсутній в базовій версії, але може бути встановлений у результаті модернізації | Немає                | Немає                            | Немає                                        | Так                      |
| Необхідна довжина ЗПС                                  | 400 м                                       | 700 м                                                                            |                      |                                  |                                              |                          |
| Вартість літака                                        | ~US $84.48 млн €64 млн                      | ~US $108 млн €80 млн                                                             | US $50 млн           | US $55 млн                       | US $48 млн                                   | US $38.5 млн             |

## Зображення
МіГ-35 на МАКС-2009:
|  |  |  |
|  |  |  |

|  |  |  |
|  |  |  |

## Оператори
- Росія: 6 одиниць МіГ-35С[5].

## У фольклорі
- Дзідзьо згадує МіГ-35  у пісні Олександра Пономарьова Україна переможе (Горить — палає техніка ворожа…)][40]

Прилетів окупант
МіГом тридцять п'ятим,
Для Київського привида він,
Здається, став двадцятим!